# Jelling (parochie)
Jelling is een parochie van de Deense Volkskerk in de Deense gemeente Vejle. De parochie maakt deel uit van het bisdom Haderslev en telt 3333 kerkleden op een bevolking van 3786 (2004). 
De parochie was tot 1970 deel van Tørrild Herred. In dat jaar werd de parochie opgenomen in de nieuwe gemeente Jelling. Deze ging in 2007 op in de vergrote gemeente Vejle.

## Zie ook

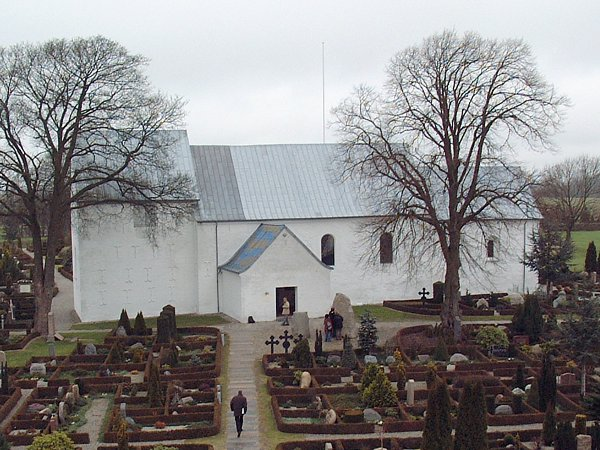
Kerk van Jelling, werelderfgoed